# Мысовое (Джанкойский район)
Мысово́е (до 1948 года Тюп-Акчора́; укр. Мисове, крымскотат. Tüp Aqçora, Тюп Акъчора) — село в Джанкойском районе Республики Крым, входит в состав Чайкинского сельского поселения (согласно административно-территориальному делению Украины — Чайкинского сельского совета Автономной Республики Крым).

## Население
| 2001 | 2014 |
| ---- | ---- |
| 78   | ↘47  |

Всеукраинская перепись 2001 года показала следующее распределение по носителям языка
| Язык             | Процент |
| ---------------- | ------- |
| украинский       | 41.03   |
| крымскотатарский | 34.62   |
| русский          | 24.36   |

### Динамика численности
| - 1915 год — 10 чел. - 1926 год — 31 чел. - 1939 год — 222 чел. - 1989 год — 64 чел. | - 2001 год — 78 чел. - 2009 год — 78 чел. - 2014 год — 47 чел. |

## Современное состояние
На 2017 год в Мысовом числится 1 улица — Центральная; на 2009 год, по данным сельсовета, село занимало площадь 20,3 гектара на которой, в 29 дворах, проживало 78 человек.

## География
Мысовое — маленькое село на северо-востоке района, в степном Крыму, на берегу одного из заливов Сиваша на полуострове Тюп-Тархан, высота центра села над уровнем моря — 2 м. Ближайшее село — Чайкино в 11 км на юго-запад, в начале полуострова. Расстояние до райцентра — около 34 километров (по шоссе), там же ближайшая железнодорожная станция. Транспортное сообщение осуществляется по региональной автодороге 35Н-179 Победное — Сиваш (по украинской классификации — С-0-10454).

## История
Тюп-Акчора возникла, вероятно, в начале XX века, так как впервые в доступных источниках встречается в Статистическом справочнике Таврической губернии 1915 года, согласно которому на хуторе Акчора (оно же Байды) Ак-Шеихской волости Перекопского уезда числился 1 двор с русским населением в количестве 10 человек приписных жителей, из которых 6 мужчин и 4 женщин. При хуторе числилось 500 десятин удобной земли. В хозяйстве имелось 40 лошадей, 30 волов, 12 коров и 250 голов мелкого скота. На карте Стрельбицкого издания 1920 года Тюп-Акчора обозначена отдельным поселением.
После установления в Крыму Советской власти, по постановлению Крымревкома от 8 января 1921 года № 206 «Об изменении административных границ» была упразднена волостная система и в составе Джанкойского уезда был создан Джанкойский район. В 1922 году уезды преобразовали в округа. 11 октября 1923 года, согласно постановлению ВЦИК, в административное деление Крымской АССР были внесены изменения, в результате которых округа были ликвидированы, основной административной единицей стал Джанкойский район и село включили в его состав. Согласно Списку населённых пунктов Крымской АССР по Всесоюзной переписи 17 декабря 1926 года, на хуторе Абдурефиев, в составе упразднённого к 1940 году Акчоринского (татарского) сельсовета Джанкойского района, числилось 38 дворов, все крестьянские, население составляло 31 человек. В национальном отношении учтено: 25 татар и 6 русских. По данным всесоюзной переписи населения 1939 года в селе проживало 222 человека.
В 1944 году, после освобождения Крыма от фашистов, 12 августа 1944 года было принято постановление № ГОКО-6372с «О переселении колхозников в районы Крыма» и в сентябре 1944 года в район приехали первые новоселы (27 семей) из Каменец-Подольской и Киевской областей, а в начале 1950-х годов последовала вторая волна переселенцев из различных областей Украины. С 25 июня 1946 года Тюп-Акчора в составе Крымской области РСФСР. Указом Президиума Верховного Совета РСФСР от 18 мая 1948 года, Тюп-Акчору переименовали в Мысовое. 26 апреля 1954 года Крымская область была передана из состава РСФСР в состав УССР. Время включения в Заречненский сельсовет пока не выяснено: на 15 июня 1960 года село уже числилось в его составе. По данным переписи 1989 года в селе проживало 64 человека. 21 августа 1990 года был образован Чайкинский сельсовет, куда включили Мысовое. С 12 февраля 1991 года село в восстановленной Крымской АССР, 26 февраля 1992 года переименованной в Автономную Республику Крым. С 21 марта 2014 года в составе Крыма аннексировано Россией.